# Breguet Type I
Dimensions
Le Breguet Type I est le premier aéroplane classique réalisé par Louis Charles Breguet en 1909. C’est à son bord que son concepteur apprend à piloter.